# Baffin-szigeti tundrafarkas
A Baffin-szigeti tundrafarkas (Canis lupus manningi), a farkas (Canis lupus) észak-amerikai alfaja. Kizárólag a Kanadához tartozó Baffin-szigeten él. A legkisebb tundrafarkasalfaj.

## Élőhelye
A tundrafarkas a föld egyik legbarátságtalanabb vidékén él. Áprilisában a hőmérséklet ritkán emelkedik 30 °C fölé. A föld a felszín alatt néhány centiméteres mélységig tartósan fagyott. Csak kevés emlősállat képes ilyen körülmények között létezni. A legnépesebbek ezek közül a lemmingek és a havasi nyulak, de a farkasfalkának néhány nagyobb zsákmányra is szüksége van ahhoz, 
hogy életében maradhasson. Jobb zsákmánynak számító állat a pézsmatulok és a  sarkvidéki tarándszarvas, ezek azonban csupán kis számban és elszórtan találhatók meg. Emiatt a farkasfalkának olykor 2000 négyzetkilométeres terület
is át kell kutatnia. Télen a kisállatok a föld alatt keresnek menedéket, a 
sarkvidéki tarándszarvasnak azonban délre kell vándorolnia, hogy táplálékot  találjon. Azokon a területeken, ahol a sarkvidéki tarándszarvas az egyik legfontosabb vadászzsákmány a farkas követi őt.

## Táplálék és vadászat
A kifejlett sarkvidéki tarándszarvas és a pézsmatulok túlságosan erős ahhoz, hogy egy magányos farkas fel tudja velük venni a harcot. Ha a farkasok nagy zsákmány után néznek, falkában vadásznak. mire a farkasfalka utoléri a pézsmatulkokat, azok rendszerint már kör alakú védekezőállásba rendeződtek. Ennél az alakzatnál a farkasok nem egyenrangú ellenfelek a pézsmatulok szarvával és patájával szemben: a falka éppen ezért *idegháborúba* kezd és arra összpontosít, hogy feltörje a kört. A farkasok ide-oda futkosnak, és arra kényszerítik a pézsmatulkokat, hogy folyvást helyzetet változtassanak, ha szemmel akarják tartani támadóikat. Ez a taktika gyakran nem segít a farkasokon, de ha szerencséjük van, a pézsmatulkok riadtan szétszóródnak. A farkasok azon nyomban üldözésbe kezdenek, és megpróbálnak fiatal vagy gyenge állatokat arra kényszeríteni, hogy kiváljanak a csoportból. Ha az egyik farkas áldozatába harap, a többiek a segítségére sietnek, és közösen teperik a földre a megsebzett állatot.

## Testméretek
- Fej-törzs-hossz: 100–150 cm.
- Marmagasság: 65–80 cm.
- Testtömeg: elérheti a 80 kg-ot (a nőstényeknél kisebb)

## Szaporodás
- Ivarérettség: hím 3, nőstény 2 éves korban.
- Párzási időszak: március.
- Vemhesség időtartama: 61-63 nap.
- Utódok száma: 4-5.

## Életmód
- Viselkedés: rendszerint 7-10 tagból álló
- családi csoportokban él.
- Hangkibocsátás: üvöltés.
- Táplálék: havasi nyúl, pézsmatulok,
- sarkvidéki tarándszarvas és lemming.
- Élettartam: 7 év.

## Rokon fajok
A tundrafarkas a szürkefarkas legészakibb alfaja. A többi alfaj a Mackenzie erdei farkas, az európai farkas, a japán farkas és a vörös farkas.

## Társadalmi rangsor a falkában
Mozdulatokból, ugrásból és morgásból álló bonyolult *nyelv* szabályozza a farkasklán belüli társadalmi rangsort. A magas rangú farkasok állandóan védik pozíciójukat. Újra és újra ráveszik az alárendelt farkasokat, hogy alázatosan behúzzák a nyakukat vagy a hátukra feküdjenek. Ennek ellenére ritka az összetűzés a farkasok között.